# NGC 7194
NGC 7194 is een elliptisch sterrenstelsel in het sterrenbeeld Pegasus. Het hemelobject werd op 9 november 1884 ontdekt door de Amerikaanse astronoom Lewis A. Swift.

## Synoniemen
- UGC 11888
- MCG 2-56-8
- ZWG 428.24
- IRAS 22011+1224
- PGC 67945